# Pentaspadon
Pentaspadon, biljni rod iz porodice vonjača čijih je 5 vrsta rasporostrasnjeno po Jugoistočnoj Aziji, Maleziji i Solomonskim otocima, u vlažnim tropskim biomima.
pristupljeno 4. rujna 2022
Tipična vrsta je do 30 m. visoko drvo Pentaspadon motleyi rašireno po Malajskom poluotoku, Sumatri, Borneu, Molucima, Novoj Gvineji, Solomonskim otocima, Bougainvilleu.

## Vrste
1. Pentaspadon annamense (Evrard & Tardieu) P.H.Hô; Vijetznam, Tajland
2. Pentaspadon curtisii (King) Corner; Malajski poluotok (Malezija, Tajland)
3. Pentaspadon motleyi Hook.fil.
4. Pentaspadon poilanei (Evrard & Tardieu) P.H.Hô; Vijetnam, Laos
5. Pentaspadon velutinus Hook.fil.;

## Sinonimi
- Microstemon Engl.